# Vilna Gaon
Elijah ben Solomon Zalman, chamado o Vilna Gaon (iídiche para: "Sábio de Vilnius") ou o Gra (uma abreviação de "Gaon Rabbi Eliyahu") (1720 - 1797) foi o pensador mais influente da história do judaísmo lituano e a autoridade excepcional do século XVIII na vida religiosa e cultural judaica na Lituânia, e toda a Europa de Leste.

## Vida
A partir dos dez anos ele continuou seus estudos sem a ajuda de um professor. Quando chegou a uma idade mais madura, Eliá vagou em várias partes da Polônia e da Alemanha, como era costume dos talmudistas da época. Ele retornou à sua cidade natal em 1748, tendo adquirido considerável renome; porque quando mal tinha vinte anos, muitos rabinos lhe submeteram suas dificuldades Álákicas para decisão.
Ele levou uma vida ascética.
Ele nunca ocupou nenhuma posição oficial de liderança, nem mesmo como rabino de uma congregação, mas foi extraoficialmente reconhecido como a autoridade religiosa judaica suprema na Europa Oriental.
Ele ensinou gramática hebraica, Tanakh (a bíblia judia) e Mixná (o prelúdio do Talmude) - assuntos que foram largamente negligenciados pelos talmudistas da época, e também o estudo da literatura pré-talmúdica - a Sifra Seder 'Olam, os tratados menores - que eram muito pouco conhecidos pelos estudiosos de sua época. Ele colocou ênfase especial no estudo do Talmude de Jerusalém, que havia sido quase inteiramente negligenciado por séculos.
Ele encorajou seu principal aluno, Rabi Ḥayyim, a fundar uma faculdade na qual a literatura rabínica deve ser ensinado de acordo com o método do Vilna Gaon. Ḥayyim abriou o colégio em Volozhin em 1803.

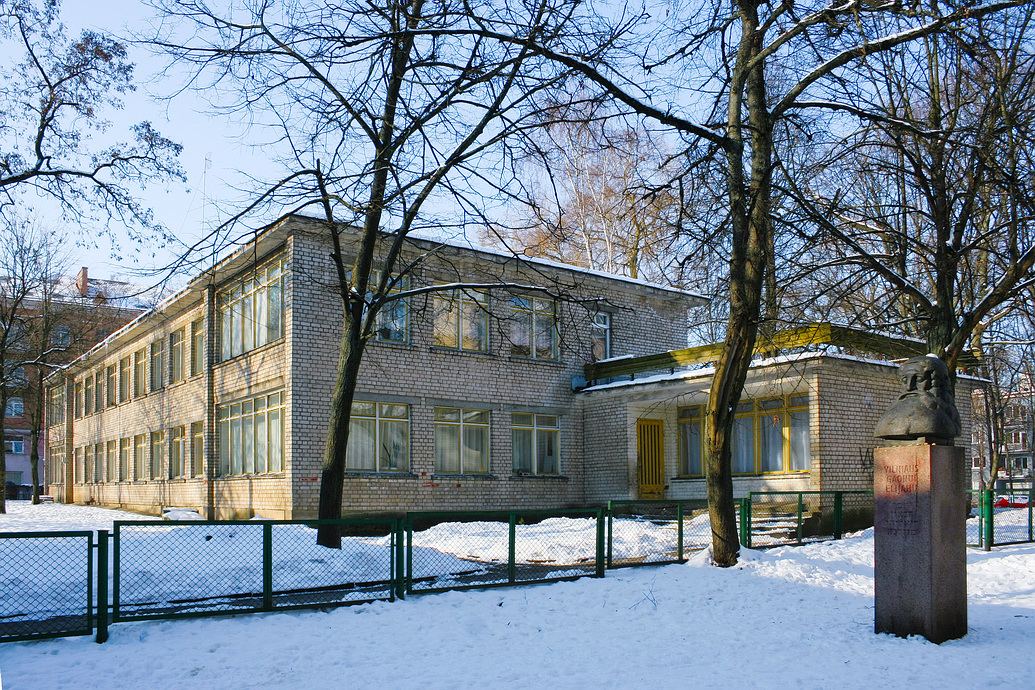
O monumento de Vilna Gaon no local da Grande sinagoga de Vilna

## Morte
O Vilna Gaon morreu em 1797, com 77 anos, e foi enterrado no cemitério de Šnipiškės, em Vilnius, agora em Žirmūnai. Nos anos 1950, quando as autoridades soviéticas planejavam construir um estádio e uma sala de concertos no local, os restos do Vilna Gaon foram removidos e reintegrados num novo cemitério.

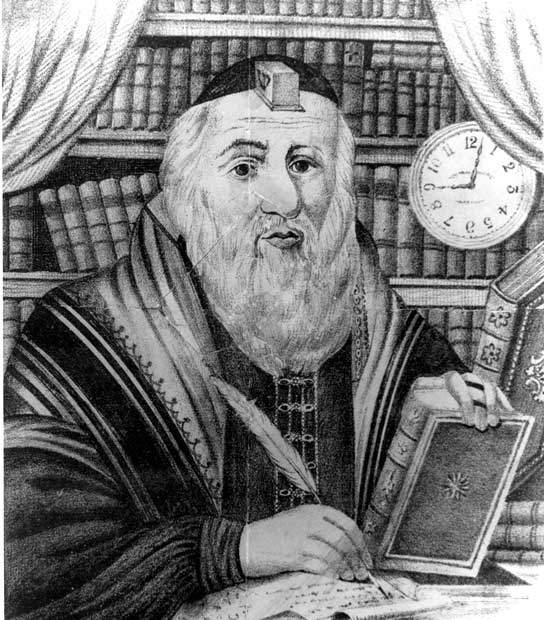
Vilna Gaon (Zalkind, Ber)

## Seu antagonismo para o Ḥasidim.
Depois que os Ḥasidim começaram em 1772 a se encontrar secretamente em Vilna , ele endossou um edito excomungando-os, e uma carta também foi endereçada a todas as grandes comunidades, exortando-as a lidar com Ḥasasidim na mesma maneira. A carta foi posta em prática por várias comunidades; e em Brody, durante a feira, a excomunhão foi pronunciada contra as Ḥasidim.
Em 1781, quando o Ḥasidim renovou seu trabalho de proselitismo sob a liderança de seu rabino, Shneur Zalman de Liadi, ele excomungou-os novamente, declarando-os hereges com quem nenhum judeu piedoso poderia se casar. Ele também acusou Shneur Zalman e seus partidários de terem aceitado um sistema panteísta.
Ele enviou mais cartas contra o Ḥasidismo às comunidades judaicas na Polônia em 1796.

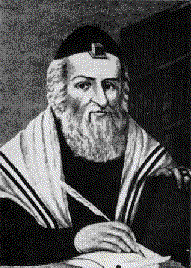
Elijah Ben Solomon, o Vilna Gaon

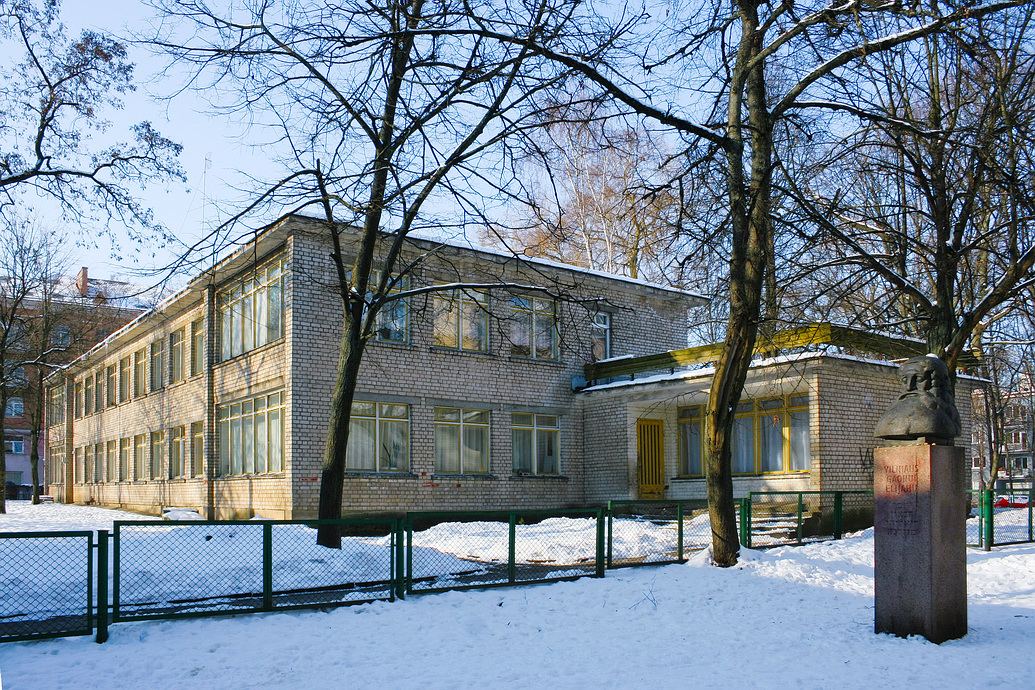
O monumento de Vilna Gaon no local da Grande sinagoga de Vilna

## Obras
Suas obras podem ser melhor classificadas de acordo com os diferentes ramos:

### Bíblico.
- Adderet Eliyahu, um comentário sobre o Pentateuco, em que ele se esforçou para dar o significado exato dos versos, mostrando que não há uma única letra supérflua. Dubrovna, 1804
- Comentário aos Profetas e Hagiógrafo. As únicas partes publicadas foram Provérbios (Sklow, 1798); a porção de Josué contendo a descrição da Palestina e a de Ezequiel contendo a descrição do Templo, sob o título de haurat ha-Areẓ (ib. 1802); Jonas (Wilna, 1800); Isaiah i-xiii .; Habacuque e Crônicas (ib. 1820); o Cântico dos Cânticos (Varsóvia, 1842); e Jó i-vii. (ib. 1854).
- Elias ben Solomon de Wilna. (De um retrato tradicional.)

### Mixnaico.
- Shenot Eliyahu, comentários longos e curtos sobre Zera'im, revisados por seu aluno Ḥayyim de Volozhin. Lemberg, 1799
- Eliyahu Rabbah, em Ṭohorot, compilado por seu pupilo Meir de Wilna. Brünn, 1802.
- Comentário sobre o Abot. Sklow, 1804
- Comentário sobre Ḳodashim e um comentário místico sobre as passagens bíblicas citadas no Mishnah, ambas existentes no manuscrito.
- Efat Ẓedeḳ, comentários ao Mekilta. Wilna, 1844
- Comentário e interpretação para o Sifra.
- Interpretação para o Sifre.
- Ṭohorat ha-Ḳodesh (também chamado de "Zer Zohab"), comentário sobre Tosef., Ṭohorot. Zolkiev, 1804
- Interpretação para Tosef., Zera'im, Mo'ed e Nashim. Wilna, 1837

### Yerushalmi (Talmud de Jerusalém)
- Comentário sobre a ordem Zera'im.
- Mishnat Eliyahu, comentários ao tratado Sheḳalim, impresso no "Taḳlin Ḥadtin" de seu pupilo Israel de Sklow. Minsk, 1812

### Babilí (Talmud da Babilônia - Talmude)
- Hagahot ha-GeRA (ha-Gaon Rabbenu Eliyahu), sendo uma seleção de referências a todo o Talmude escrito por Elias; publicado na edição de Viena do Talmud. 1806
- Brilhos para Abot de-Rabbi Natan e para os pequenos tratados; impresso com seu comentário para Abot. Sklow, 1804
- Novellæ em oito tratados do Talmud.

### Álakico
- Comentário sobre as quatro partes do Shulḥan 'Aruk, a saber: Oraḥ Ḥayyim, Sklow, 1803; Yoreh De'ah, Grodno, 1806; Eben ha-'Ezer, Wilna, 1819; Ḥoshen Mishpaṭ, Königsberg, 1856-58.
- Collectanea sobre Maimonides.
- Novellæ em Asheri.

### Ággadico.
- Interpretação para Pirie Eliezer. Varsóvia, 1832
- Comentário e Interpretação ao Seder 'Olam Rabbah e Seder Olam Zuṭa. Sklow, 1801
- Interpretação para a Pesiḳta.

### Cabalístico.
- Comentário ao Sefer Yeẓirah. Grodno, 1806
- Comentário ao Sifra di-Ẓeni'uta. Wilna, 1820
- Comentário ao Zohar em onze volumes, dos quais apenas uma pequena parte foi publicada. Ib. 1810. Esse comentário é crítico; Ele fez muitas correções no texto e indicou as fontes que serviram aos últimos cabalistas.
- Comentário sobre o Tiḳḳune Zohar. 5 vols.
- Comentário sobre o Hekalot. 2 vols.
- Comentário sobre Ra'ya Mehemna. 4 vols.
- Comentário sobre os Idrot.
- Comentário sobre o Midrash ha-Ne'elam.
- Comentário sobre o Zohar Ḥadash.
- Hadrat Ḳodesh, coletânea cabalística.
- Comentário cabalístico à Agadá Pesaḥ. Grodno, 1806

### Científico e Gramático.
- Ayil Meshullash, um tratado sobre trigonometria, geometria e alguns princípios de astronomia e álgebra; contendo 400 regras. Wilna, 1834
- Tratado sobre astronomia.
- Tratados sobre teḳufot e moladot.
- Diḳduḳ Eliyahu, uma gramática hebraica curta. Ib. 1833
- Ma'aseh Toreh, uma coleção de notas sobre diferentes assuntos.